# Hartmann von Habsburg
Hartmann von Habsburg (1263 körül – 1281) Habsburg grófja, I. Rudolf német király és Hohenbergi Gertrúd másodszülött fia.

## Élete
Az I. Rudolf és II. Ottokár cseh király közötti békeszerződés megerősítéseként felajánlott, Hartmann és Kunhuta tervezett házasságkötése a cseh király lányának kolostorba vonulása miatt nem valósult meg. I. Eduárd angol király lánya Johanna és Hartmann beígért házasságkötése szintén nem valósulhatott meg, mivel az ifjú Hartmann hajószerencsétlenség következtében vízbe fulladt.